# Marilena (nome)
Marilena  è un nome proprio di persona italiano femminile.

## Varianti in altre lingue
- Francese: Marilène[2]

## Origine e diffusione
Marilena è un nome composto, ricavato dall'unione di Maria ed Elena o Maddalena.
Non va confuso con i prenomi Marilyn e Marlene, che hanno etimologia differente.

## Onomastico
Non ci sono sante che hanno portato questo nome, quindi è adespota. Si può festeggiarne l'onomastico lo stesso giorno dei nomi che lo compongono, Maria, Elena e Maddalena.

## Persone
- Marilena Adamo, politica e insegnante italiana
- Marilena Ansaldi, danzatrice, coreografa e attrice brasiliana
- Marilena Ferrari, imprenditrice italiana
- Marilena Marin, politica italiana
- Marilena Pasquali, storica dell'arte e critica d'arte italiana
- Marilena Samperi, politica e avvocato italiana

## Il nome nelle arti
- Marilena Guzmán de Ruiz è il personaggio principale della telenovela Marilena.
- Marilena è il titolo di una canzone di Alberto Cheli del 1979.